# Jan Rafał Kostrowicki
Jan Rafał Kostrowicki herbu Bajbuza (zm. 1695) – podsędek mścisławski w 1691 roku, pisarz grodzki miński w latach 1673–1688, strażnik mścisławski w latach 1670–1691.
W 1674 roku był elektorem Jana III Sobieskiego z województwa mińskiego.